# Claudius August Wiinholt
Claudius August Wiinholt (24. august 1855 i Røved, Ødum Sogn – 19. september 1905 i Sparkær) var en dansk arkitekt, der har tegnet mange kirker i Midt- og Vestjylland i historicistisk stil. Arkitekten Frits P. Wiinholt var hans nevø.
Wiinholt var søn af landvæsenskommissær, proprietær Frits Erik Bang Wiinholt og Maren Anthony Munk. Han kom i skibsbygnings- og karetmagerlære i Randers, blev tømrersvend 1873, gik dernæst på C.V. Nielsens tegneskole i København. Han gik på Kunstakademiet i tidsrummet 1876-1885. Wiinholt var undervejs ansat hos Fritz Uldall, Randers, var konduktør hos Ferdinand Meldahl, hos H.B. Storck ved restaureringen af Hee Kirke 1882-84 og opførelsen af Abel Cathrines Stiftelse i København 1886. Han modtog K.A. Larssens Legat 1893.
Wiinholt drev egen tegnestue i Viborg fra 1888 (overtaget efter Hother Paludan) og i kompagniskab med Andreas Hagerup i Viborg 1889-1892. Fra 1896 var han arkitekt i København, men havde stadig opgaver i Jylland. Han var lærer ved Teknisk Skole i Viborg fra 1888 og forstander fra 1895. 
Han blev gift 20. oktober 1890 i Rindum med Ragna Marie Rahbek (18. marts 1861 på Nørre Karstoft, Skarrild Sogn – 3. september 1892 samme sted), datter af proprietær Christian Johan Lodbjerg R. og Sophie Charlotte Julie Koefoed. Han er begravet på Viborg Kirkegård. 

## Værker
- Skolebygning, Gasværksvej 19, København (1884)
- Teknisk Skole, Nygade, Ringkøbing (1888, nu anden anvendelse)
- Epidemihus, Kirkegade, Tarm (1888, nu sammenbygget med sygehuset)
- Epidemisygehus, Nørredige, Ringkøbing (1889, ombygget til lægeboliger 1949, nu nedrevet)
- Teknisk Skole, Danmarksgade, Holstebro (1890-91, forhøjet af Thorvald Andersen efter brand i 1926, nu anden anvendelse)
- Missionshuset Elim, Danmarksgade, Holstebro (1891, senere udvidet)
- Hjørring Amtssygehus, Brovst (1892, sammen med Andreas Hagerup)
- Daas Palæ, hjørnet af Skt. Mogensgade og Lille Skt. Hansgade, Viborg (1892, sammen med Hagerup)
- Tatoi, egen villa, Lille Skt. Peders Stræde 2c, Viborg (1893)
- Ting- og arresthus, Herning (1893, sammen med Andreas Hagerup)
- Teknisk Skole, nu Viborg Ungdomsskole, Viborg (1894, tilbygning 1949-51 af Søren Vig-Nielsen)
- Amtssygehuset, Holstebro (1894-95, tilbygning af Helge Bojsen-Møller 1925-27, vinduer udskiftet)
- Missionshuset Bethania, Herning (1898, ændret indvendigt)
- Forhus, Vesterbrogade 29, København (1902)
- Gentofte Apotek, Gentofte (1906, fuldført af Frits P. Wiinholt)

### Kirker
- Herning Kirke (1886-89)
- Isenvad Kirke (1893)
- Simmelkær Kirke (1894)
- Iglsø Kirke (1894-95, restaureret og hvidkalket 1964-65)
- Stenbjerg Kirke (1895, spir ændret 1922)
- Hovborg Kirke (1895, spir ændret 1964-65)
- Skærlund Kirke (1896)
- Fasterholt Kirke (1897)
- Bording Kirke (1897)
- Hadsund Kirke (1898)
- Ilskov Kirke (1898)
- Øster Hurup Kirke (1899)
- Tiphede Kirke (1901)
- Terndrup Kirke (1900-01)
- Sankt Peders Kirke, Randers (1. præmie 1898, opført 1901-02, nyt våbenhus samt ændret indvendigt 1958)
- Vorupør Kirke (1902)
- Sparkær Kirke (1905)

### Restaureringer og ombygninger
- Bjerring Kirke, tilbygget våbenhus (1889)
- Velling Kirke (1890, sammen med Hagerup under ledelse af H.B. Storck)
- Hillerslev Kirke (1890-91)
- Herregården Avnsbjerg (1897)